# Islámský kalendář
| 20. srpna 2025 greg. kalendáře = 25. den měsíce safar 1447 |
|                                                            |

Islámský kalendář je lunární kalendář, který byl zaveden chalífou Umarem roku 637. Jeho počátek byl stanoven na rok 622, kdy byla uskutečněna hidžra.

## Měsíce
Islámský kalendář má 12 měsíců, o délce střídavě 30 a 29 dnů, první měsíc muharram má dnů 30.
1. muharram
2. safar
3. rabí´ al-avval
4. rabí´ath-thání
5. džumádá l-úlá
6. džumádá l-áchira
7. radžab
8. ša´bán
9. ramadán
10. šauvál
11. dhú l-ka´da
12. dhú'l-hidždža

## Rok a letopočet
- 1. muharram roku 1 = 16. červenec 622

Jeho rok má tedy 354 dnů a je o 11 dnů kratší než rok gregoriánského kalendáře. Oba kalendáře se tak vůči sobě pohybují. Přibližně jednou za 33 let se rozdíl mezi letopočty sníží o jeden rok. V roce 20 874 se letopočty islámského a gregoriánského kalendáře srovnají.
K základní orientaci lze použít následující vzorce:
{\displaystyle G={\frac {32I}{33}}+622}
{\displaystyle I={\frac {33(G-622)}{32}}}
G – gregoriánský kalendář, I – islámský kalendář
Pozor! Roky obou kalendářů si vzhledem k rozdílné délce nikdy přesně neodpovídají.